# 沃季亞納巴爾卡
49°42′24″N 35°36′58″E / 49.70667°N 35.61611°E
沃迪亞納-巴爾卡（烏克蘭語：Водяна Балка）是位於烏克蘭東部的村莊，由哈爾科夫州博霍杜希夫區的瓦爾基市鎮負責管轄。該村始建於1820年，面積3.35平方公里，海拔高度136米，2001年人口9，人口密度每平方公里2.69人。